# Четвёртое великое пробуждение
Четвёртое великое пробуждение — христианское движение, которое некоторые ученые, включая экономического историка Роберта Фогеля, относят к концу 1960-х и началу 1970-х годов в США. Однако другие исследователи рассматривают его в более широком контексте послевоенной эпохи. Терминология остается спорной, и многие историки считают, что религиозные изменения в США в те годы не были столь значительными, как в первые три Великих пробуждения. Поэтому сама идея Четвёртого великого пробуждения до сих пор не получила всеобщего признания.
Независимо от того, стали ли они пробуждением или нет, в обществе произошли значительные изменения. Основные протестантские церкви потеряли влияние и численность, в то время как консервативные конфессии, такие как южные баптисты, стремительно росли, распространялись по всей стране, переживали внутренние теологические споры и расколы, становясь политически влиятельными. Другие евангелические и фундаменталистские церкви тоже активно развивались. В то же время укреплялся секуляризм, и консервативные церкви начали борьбу с ним по вопросам прав ЛГБТ, абортов и креационизма. Появились новые религиозные движения, такие как «Храм народов» и «Врата рая», что усилило антикультовое движение.

## Новые движения
Смена власти привела к изменениям в евангелизме. Новые группы возникали, а старые меняли направление. В новых «внеконфессиональных» церквях и «общественных религиозных центрах» акцент сместился на личные отношения с Иисусом. Нестандартные церкви и мегацеркви с консервативной теологией росли, а околоцерковные организации набирали популярность. В то же время основное течение протестантизма теряло последователей.
Винсон Синан (1997) отмечает, что харизматическое движение возникло между 1961 и 1982 годами. Оно выросло из пятидесятничества, акцентировавшего внимание на переживании духовных даров, таких как говорение на языках, исцеление верой и пророчество. Эти дары укрепляли веру участников, воспринимавших их как проявления Святого Духа. Начавшись как протестантское течение, движение привлекло и некоторых католиков. Это произошло на фоне открытости католических лидеров к экуменическим идеям, ослабления акцента на институтах и усиления интереса к духовности в повседневной жизни.

## Тенденции
После окончания Второй мировой войны в США религия подверглась влиянию процесса секуляризации. Это привело к распространению крупных религиозных организаций, известных как мегацеркви. Такие конфессии, как Ассамблеи Бога, Южные баптисты (SBC) и Церковь Иисуса Христа Святых последних дней (мормоны), стали особенно популярными. Три религиозных лидера оказали значительное влияние на развитие религиозной жизни в США: Мартин Лютер Кинг-младший, Билли Грэм и Папа Иоанн Павел II. Мегацеркви привлекли внимание из-за того, что 10 церквей с 2000 прихожанами были более заметны, чем 100 церквей с 200 прихожанами. Рост популярности таких конфессий совпал с упадком основных религиозных организаций. Хотя эти тенденции не были связаны напрямую, они были восприняты как сигнал агрессивного роста религиозной мощи.
«Главные» протестантские религиозные организации значительно уменьшили количество своих последователей и ослабили своё воздействие.
После завершения Второй мировой войны некоторые религиозные организации, придерживающиеся консервативных взглядов, включая Южных баптистов, Лютеран Синода Миссури, Церковь Бога, пятидесятников, группы святости и назареев, стали активно развиваться и распространяться по территории страны. В 1960-х годах некоторые из этих организаций, такие как Южные баптисты и Лютеране Синода Миссури, столкнулись с теологическими разногласиями и расколами. В результате в 1970-х годах в LCMS произошёл раскол, который привёл к созданию Евангелическо-лютеранской церкви в Америке. В то же время в SBC также начались внутренние конфликты, которые способствовали возрождению консервативных взглядов в Южной баптистской конвенции. Многие из наиболее консервативных церквей стали играть важную роль в политической жизни страны, войдя в состав «религиозного правого крыла». В то же время влияние секуляризма — убеждения, что государство и закон не должны основываться на религии — значительно усилилось, и более консервативные церкви начали активно бороться с ним по таким вопросам, как права ЛГБТ, аборты и креационизм.
В своих работах Бирнс и Сегерс рассматривают вопрос об абортах. Они отмечают, что протестантские конфессии, придерживающиеся более консервативных взглядов, такие как лютеране Миссурийского синода и Южная баптистская конвенция, выразили неодобрение Роу. Однако они начали активно участвовать в политической жизни только в середине и конце 1970-х годов. Южная баптистская конвенция фактически приняла резолюции в поддержку легализации абортов на двух ежегодных собраниях. Только в 1980 году, в начале периода возрождения консерваторов, она изменила свою позицию и с тех пор постоянно принимает резолюции, направленные против абортов. Однако политическая активность церквей варьировалась от активного участия в таких организациях, как «Моральное большинство» и «Христианская коалиция», до более косвенного и неорганизованного подхода лютеран Миссурийского синода.